# David Guzmán
David Guzmán   (Barcelona, 1978) és un periodista cultural català, especialitzat en literatura i música. Des de 2017 presenta el programa literari Ciutat Maragda a Catalunya Ràdio i L'irradiador a iCat.
Ha estat subdirector de L'illa del tresor del Canal 33 i va presentar durant cinc temporades el programa literari Qwerty, a BTV, on també ha fet de prescriptor al magazín Àrtic, de presentador al programa d'entrevistes Terrícoles i ha conduït el programa de literatura i paisatge Rius de tinta.
Des del 2005 treballa a Catalunya Ràdio, on va formar part d'El Cafè de la República, amb Joan Barril, i de programes com Catalunya vespre, Estat de Gràcia i El suplement. En premsa col·labora en el suplement «Quadern» del diari El País. Condueix xerrades sobre literatura i òpera i és professor del Màster en Edició de la Universitat Autònoma de Barcelona. Ha estat coautor, entre d'altres, dels llibres Breve historia del leer (Ariel, 2009) i El fin de una época (Barril & Barral, 2011).